# Rhodostrophia praecanaria
Rhodostrophia praecanaria là một loài bướm đêm trong họ Geometridae.